# 矢田津世子

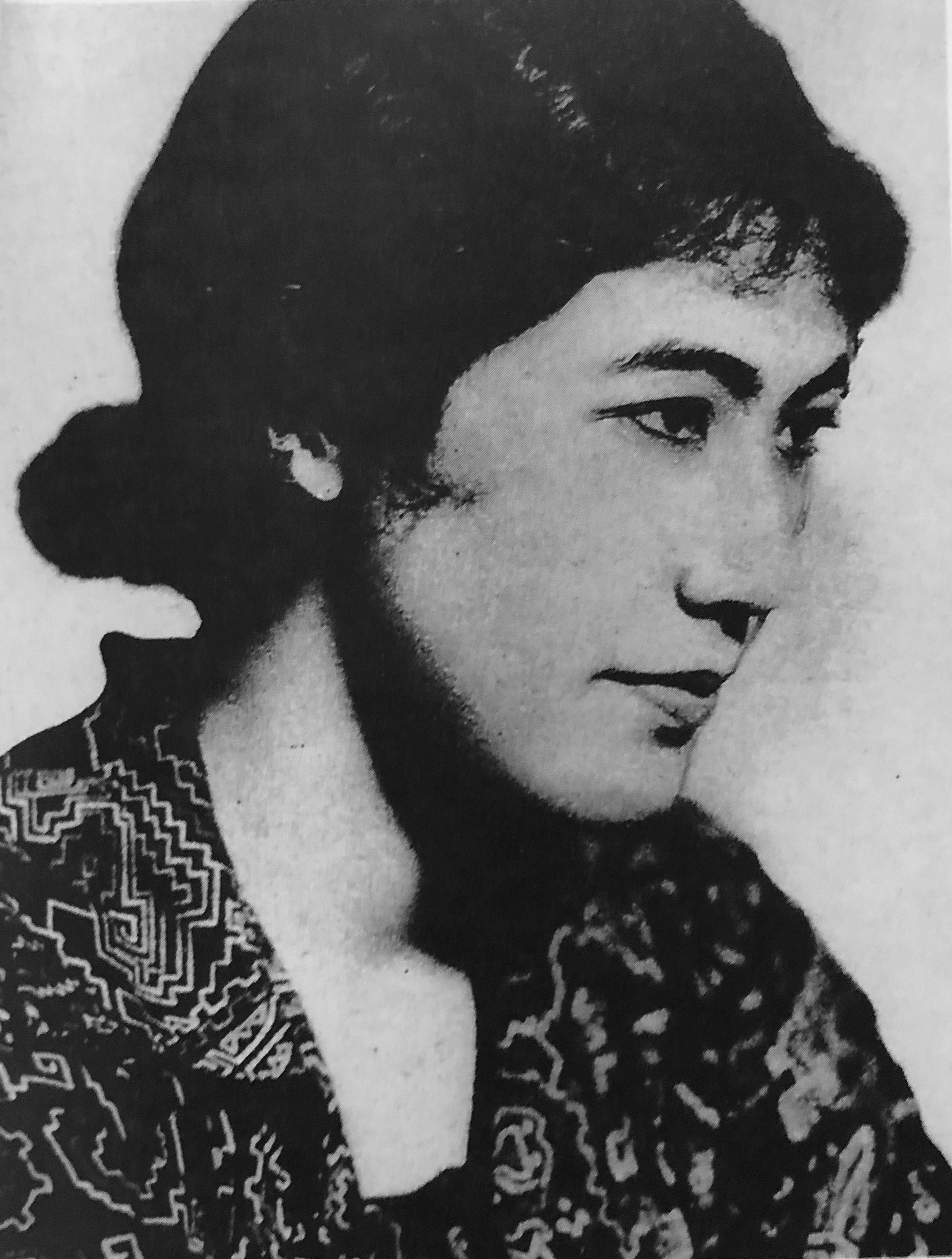
矢田津世子（1931年）

矢田 津世子（やだ つせこ、本名矢田ツセ、1907年（明治40年）6月19日 - 1944年（昭和19年）3月14日）は、日本の小説家、随筆家。秋田県南秋田郡五城目町出身。はじめモダン派であったが純文学に転進し、1936年に小説『神楽坂』が第3回芥川賞候補に選ばれる。文章力と美貌を兼ね備えた女流作家として人気を集めた。坂口安吾が愛した女性として知られる。大和生命第5代社長の矢田不二郎は兄。

## 来歴
秋田県五城目町古川町（現在の同町下タ町）に、矢田鉄三郎（1866-1925）、チヱ（1869—1944）の四女として生まれる。父鉄三郎は秋田市に居住していたが、当時の五城目町長に請われて1898年に同町の助役に就任し、本籍ごと一家をあげて五城目町に移っていた。母チヱは近所の娘たちに礼儀作法や裁縫を教えていた。
1914年（大正3年）に五城目尋常高等小学校に入学するが、翌年には父が助役を辞めたため一家で秋田市に戻り、秋田市立中通尋常高等小学校に転校、さらにその翌年には上京し飯田橋に移り住み、津世子は東京市富士見尋常小学校3年に転入した。都会の小学校に転校したため、周りに気後れを感じるようになったという。小学校卒業後は、麹町高等女学校に進む。
次兄の不二郎も秋田中学に進学していたが、父の上京に従い明治中学へ転校し、その後第一高等学校を経て東京帝国大学に進学した。津世子の文学的才能を見いだしたのは兄不二郎であり、津世子は不二郎の後押しを背に受けながら生涯作家活動にいそしんだ。不二郎は自身も文学の道を進みたかったが、経済的に一家を支えるためにみずからは実業の道に進み、夢を津世子に託していた。
1923年の関東大震災で家が焼け、父親の仕事も思わしくなくなって、翌々年の1925年にはその父親が胃がんで亡くなっている。1924年（大正13年）、18歳の津世子は麹町高女を優等で卒業後、日本興業銀行に就職した。1927年（昭和2年）、帝大を卒業して生命保険会社に入社していた兄不二郎が名古屋支店に転勤するのに合わせて、津世子も銀行を辞め母親とともに名古屋市東区千種町字丸田（現、千種区今池）に移り住んだ。1928年、21歳のとき、習作『風変りな夫婦』を脱稿している。名古屋では兄とともに同人誌「第一文学」に所属した。1929年、女性だけの文学団体「女人芸術」名古屋支部の設立に津世子も加わり、1930年（昭和5年）、初めての本格的小説『反逆』を『女人芸術』誌に発表した。同年、新潮社の『文学時代』の懸賞小説で『罠を跳び越える女』が入選、事実上の文壇デビュー作となった。
1931年春に単身東京に戻り、執筆活動に打ち込んだ。このころ、林芙美子、軽部清子、湯浅芳子ら女流作家の知友を得、大岡昇平とも知り合った。同年8月の『文学時代』に掲載された『波紋』が評判を呼んだ。この頃、時事新報記者の和田日出吉との交際が始まっている。1932年、兄不二郎の東京転勤に伴い、淀橋区下落合にて母と不二郎との3人の生活になる。津世子は亡くなるまでこの地で過ごした。
1932年8月、加藤英倫の紹介で坂口安吾と知り合い、翌年1月から文通が始まった。2人は急速に親密な間柄となり、互いの家を訪問し合うようになった。この年の6月、津世子の和田日出吉との交際を知った坂口安吾は失意に陥り、「ボヘミアン」のマダムお安と深い関係になった。安吾は津世子に誘われて田村泰次郎、井上友一郎などがいた同人誌「桜」の創刊にも参加した。同年、非合法活動に入っていた湯浅芳子に頼まれてカンパに応じたことから特別高等警察に連行され、10日あまり留置された。この事件を機に湯浅とは絶好しているが、このころより津世子の健康がすぐれなくなったといわれている。
同世代の作家と交流しながら文壇で名の知られるようになった津世子であったが、その初期の作品は、軽い随筆・随想やコント（軽妙な掌編）がほとんどで、むしろ私生活や行状の方が注目を浴びていた。当時のメディアは「若くて美人の書き手」が読者の関心を引くと考え、その作家の容姿や私生活を売りものにする傾向にあり、津世子もそうした風潮に乗せられたひとりであったという。こうした状況に津世子はもがき苦しみ、純文学への転身をはかっていく。
1935年、のちに生涯の知友となる大谷藤子の推薦で「日暦」同人になって武田麟太郎に師事した。純文学へ飛躍する契機となったのが、1935年発表の『弟』と『父』であり、いずれも文壇で一定の評価を得た。なお、両作品の直前に『みぞれ』という作品も執筆しているが、これは未発表に終わった。
1936年（昭和11年）1月頃、しばらく途絶えていた安吾との交際が再開されたが、3月5日頃に本郷の菊富士ホテルに安吾をたずねたのを最後に、その後津世子のほうから安吾に絶縁の手紙が出されている。
1936年3月「日暦」から改題した「人民文庫」創刊号に発表した『神楽坂』が第3回芥川賞候補作となり、12月には改造社から同作が出版された。その後も『妻の話』『蔓草』『やどかり』『秋袷』『病女抄録』『茶粥の記』『鴻ノ巣女房』などの作品を次々に発表した。1937年、朝日新聞社の尾崎秀実の紹介で8月9日より9月14日まで大谷藤子とともに満洲旅行に出かけている。1938年（昭和13年）には小説『秋扇』が『母と子』のタイトルで映画化された（主演は田中絹代）。同年、幼馴染の鷲谷武二と再会し、2か月ほど交際しており、湯浅芳子とは5年ぶりに和解した。1940年（昭和15年）、小説『家庭教師』が映画化された。同年6月、津世子は肺炎を患い、療養日誌をつけはじめており、『家庭教師』の試写会にも大谷藤子が代理出席している。
1943年夏ごろ、症状が悪化した。1944年3月14日、肺結核のため下落合の自宅で死去。戒名は照香院釈尼津世。墓所は西東京市ひばりが丘の東本願寺ひばりが丘別院。

## 郷里
津世子の作品には、郷里秋田にゆかりを持つ人物や場面も少なくない。未発表作品『みぞれ』にはきょうだいや友だちと遊んだ了賢寺という郷里五城目の仏教寺院が登場する。五城目で育った子ども時代は、彼女にとって幸せで忘れがたい日々だったらしく、町のたたずまいや風物詩、家族との思い出などが随想に描かれている。
現在、五城目町の五城館に矢田津世子文学記念室があり、写真、書簡、執筆原稿、愛用品などが展示されている。生家近くの福禄寿酒造脇に文学碑がある。

## 人物評
芥川賞選考委員だった川端康成は津世子を“（作家として）手堅い人”と評している。津世子は川端に女優になるように勧められたほどの美貌の持ち主であった。最晩年に結核が進行し、病床に伏すようになった津世子を見舞った川端に小説を書くようにと激励されて一度はペンを執ったものの最後の作品は未完に終わった。津世子の評伝の作者近藤富枝は、彼女が第二次世界大戦後も生きていれば「どこまでその筆をのばしたかわからない」と記し、その早世を惜しんでいる。

## 著書
- 『神楽坂 小説集』改造社 1936
- 『仮面 外二篇』版画荘 1937
- 『花蔭 他九篇』実業之日本社 1939
- 『家庭教師』実業之日本社 1940
- 『巣燕』白水社 1940
- 『女心拾遺』筑摩書房 1941
- 『茶粥の記』実業之日本社 1941
- 『鴻ノ巣女房』豊国社 1942
- 『駒鳥日記』富士書房 1942
- 『矢田津世子全集』ほか編 小沢書店 1989

近藤富枝、紅野敏郎、千葉俊二、柳澤孝子編
- 『神楽坂 矢田津世子作品集』講談社文芸文庫 2002
- 『罠を跳び越える女』無双舎F文庫 2010

翻訳
- オルコット『若草物語』金の星社 1949